# اچ‌ام‌اس پورتیشام (ام۲۷۸۱)
اچ‌ام‌اس پورتیشام (ام۲۷۸۱) (به انگلیسی: HMS Portisham (M2781)) یک کشتی بود که طول آن 100ft (pp) بود. این کشتی در سال ۱۹۵۵ ساخته شد.